# Planétarium de Moscou
Le planétarium de Moscou est un planétarium ouvert en 1929. Il est à ce titre le plus ancien de Russie.

## Histoire
La proposition de construction est due à David Riazanov auprès du commissariat du peuple à l'éducation. Le présidium du tout nouveau conseil municipal de Moscou (élu en 1927) confie le dossier aux architectes constructivistes Mikhail Barsh (ru) et Mikhail Siniavski (ru), et à l'ingénieur Georgy Zunblat. Un dome de 27 m et une salle de 1400 places sont construits. Un projet de musée est abandonné et l'institution devient un lieu d'enseignement qui accueille des scientifiques comme Vitaly Bronshten.
En 1977 le système de projection est changé et en 1994 le bâtiment jugé devenu dangereux est fermé. Après une période d'incertitude où un nouvel emplacement est envisagé une rénovation complète avec extension du bâtiment est entreprise qui durera jusqu'en 2011. Au terme des travaux le planétarium accueille un musée, une salle d'exposition, des locaux scientifiques, un parking souterrain et des installations commerciales. Il devient le plus grand d'Europe.

## Activités

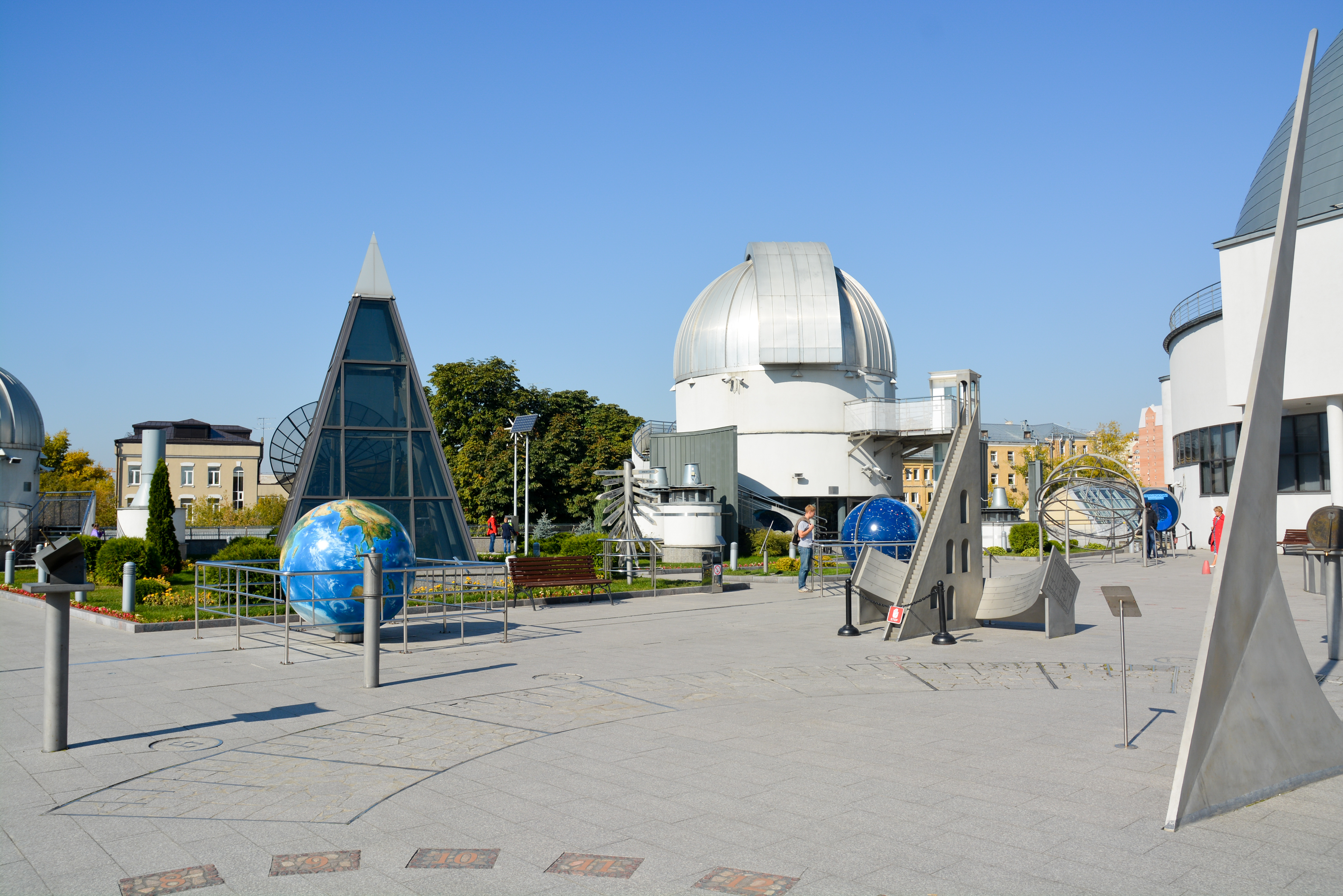
Sky Park

Outre le planétarium proprement dit le lieu comporte deux télescopes accessibles au public et de nombreux systèmes relatifs à l'astronomie dans un lieu ouvert baptisé Sky Park. Il comporte également un musée d'astronomie et d'exploration spatiale.